# 徐雪茵
徐雪茵（Bonnie CHOI Sut Ian，1990年1月28日—），澳門女子跳水運動員。徐雪茵畢業於澳門大學社會科學及人文學院傳播系。其孿生妹妹徐雪鈞同為跳水運動員，並稱為「跳水孖女」。

## 生平
徐雪茵和徐雪鈞在12歲時加入剛成立的澳門跳水代表隊，是隊中首批運動員。姊妹多年來曾一起代表澳門參與世錦賽、世界盃、亞分賽及亞洲盃等大賽。直至2009年妹妹要到台灣升學，她才改與李小兒及羅綺婷兩位拍擋 。
2009年12月，徐雪茵代表澳門參加香港舉行的東亞運動會，在女子雙人3米跳板跳水比賽中伙拍李小兒出戰。雖然最後得分落後中國代表郭晶晶、吳敏霞組合近70分之多，但仍能力壓日本、南韓和香港的選手，奪得一面銀牌。 
2010年，徐雪茵代表澳門參加廣州亞運會，出戰女子1米跳板、3米跳板、雙人3米跳板三個項目。在女子3米跳板決賽中，成績僅次於中國代表何姿及施廷懋，為澳門取得歷史性第一面游泳大項銅牌。

## 主要成績
- 2009年 東亞運動會 女子雙人3米跳板 銀牌（夥拍李小兒）[6]
- 2010年 亞洲運動會 女子3米跳板 銅牌[1]

## 榮譽
- 澳門特區政府嘉獎

功績獎狀（2010年、2014年- 共2次得獎）
- 澳門傑出運動員選舉

「澳門傑出運動員」（2011年、2013年、2015年- 共3次當選）